# Vénus et trois putti
Vénus et trois putti est un tableau réalisé dans le dernier quart du XVe siècle par l'atelier du peintre florentin Sandro Botticelli, et parfois partiellement ou entièrement attribué au maître lui-même. Réalisée a tempera sur bois de peuplier, cette peinture mythologique représente Vénus au repos devant un paysage tandis que trois putti jouent avec les roses d'un panier à ses pieds. 
Par le rachat de la collection Campana, par Napoléon III, elle fait partie des collections du musée du Louvre depuis 1861, puis l'œuvre passe en dépôt au musée du Petit Palais (Avignon) hébergeant une grande partie des éléments de cette même collection Campana.
Les dimensions (85 × 219 cm) laissent supposer qu'il s'agit d'un panneau de cassone ou d'une spalliera.

## Galerie

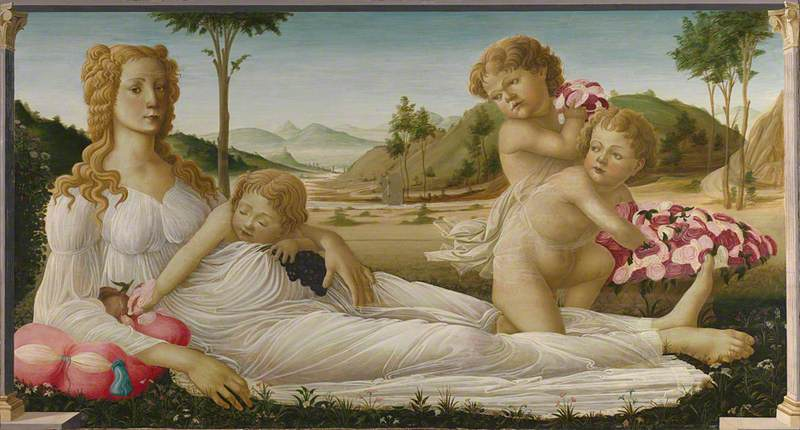
Variante anonyme à la National Gallery, à Londres